# Hybos plumicornis
Hybos plumicornis är en tvåvingeart som först beskrevs av Mario Bezzi 1914.  Hybos plumicornis ingår i släktet Hybos och familjen puckeldansflugor.
Artens utbredningsområde är Taiwan. Inga underarter finns listade i Catalogue of Life.